# Piper bipunctatum
Piper bipunctatum är en pepparväxtart som beskrevs av C. Dc.. Piper bipunctatum ingår i släktet Piper och familjen pepparväxter. Inga underarter finns listade i Catalogue of Life.